# Emsdetten
Emsdetten – miasto w Niemczech, położone w kraju związkowym Nadrenia Północna-Westfalia, w rejencji Münster, w powiecie Steinfurt. W 2010 roku liczyło 35 523 mieszkańców.

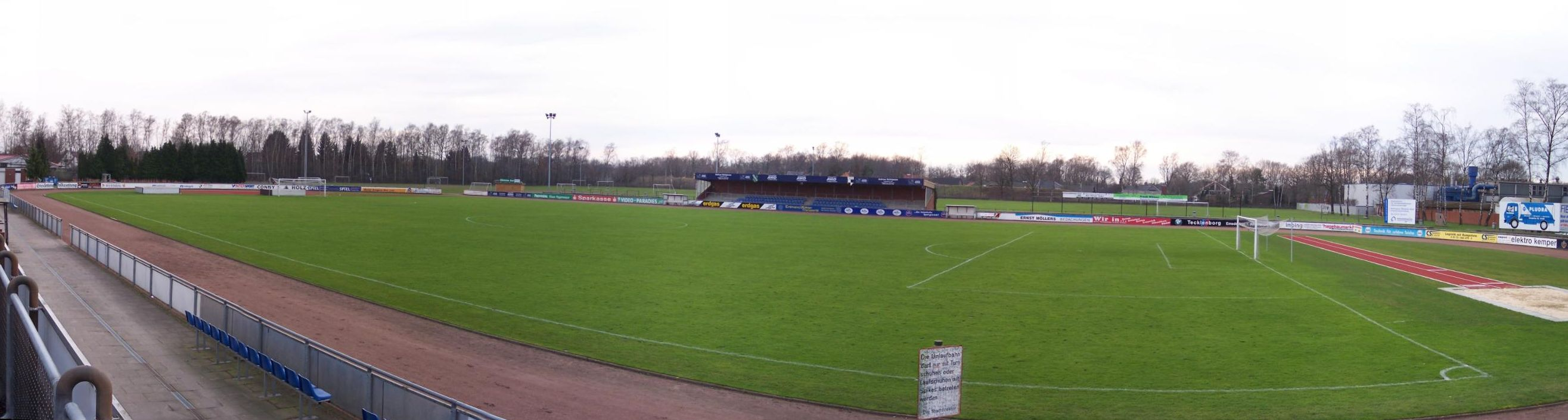
Stadion w Emsdetten

## Współpraca
Miejscowości partnerskie:
- Chojnice, Polska
- Hengelo, Holandia